# Rableh
Rablah, ou Rableh (arabe : ربلة, est une petite ville de Syrie, dépendant administrativement du gouvernorat de Homs. Elle se trouve au sud-ouest de Homs, juste à l'est de la frontière avec le Liban, proche des localités de Nazariyeh au sud-ouest, Zita al-Gharbiyeh au nord-ouest, Qousseir au nord, Ziraeh au nord-est et Hisyah à l'est. Rableh comptait, selon le recensement de 2004, une population de 5 328 habitants. La plupart de ses habitants sont chrétiens dont une majorité de catholiques,.

## Histoire
La ville est bâtie à l'emplacement de l'ancienne Riblah dont le tell comprend un cimetière proche de la ville moderne,,